# Saison 2014-2015 du Massilia Hockey Club
Saison précédente Saison suivante
La saison 2014-2015 du Massilia Hockey Club est la troisième de l'histoire du club.
L'équipe est entraînée par Luc Tardif Jr..

## Avant-saison
Après deux échecs en play-off les Spartiates veulent se donner les moyens pour parvenir à l'échelon supérieur. Durant l'étét le club annonce tout d'abord l'arrivée de Luc Tardif Junior, tout juste revenu du championnat du monde avec l'équipe de France. Arrivée également de Pierre Bennett ancien international jeune ayant évolué en Magnus. Le club fait également venir trois jeunes des Yétis du Mont-Blanc (D1). Le club conserve également des cadres comme Novotný, Bautru ou Rives. En cours de saison, deux attaquants Russes sont également recrutés.

## Effectif
| No    | Nom                     | Nat. | Position  | Arrivée                              |
| ----- | ----------------------- | ---- | --------- | ------------------------------------ |
| +001, | Pierre Navarro          |      | Gardien   | 2014 - Yétis du Mont-Blanc U22       |
| +029, | Cyprien Bautru          |      | Gardien   | 2012 - Hiboux d'Aubagne              |
| +004, | Fabien Durbin           |      | Défenseur | 2014 - Boucaniers de Toulon          |
| +009, | Thomas Lebailly         |      | Défenseur | 2014 - Comèdes de Meudon             |
| +014, | Romain Lecoq            |      | Défenseur | 2014 - sans club                     |
| +015, | Vivien Huerta           |      | Défenseur | 2012 - Hiboux d'Aubagne              |
| +016, | Baptiste Schmittlin – A |      | Défenseur | 2012 - Hiboux d'Aubagne              |
| +019, | Joris Cella             |      | Défenseur | 2012 - Gabians de Marseille          |
| +088, | Nicolas Prophette       |      | Défenseur | 2012 - Gabians de Marseille          |
| +003, | Grégory Trucy           |      | Attaquant | 2014 - Boucaniers de Toulon          |
| +006, | Julien Graziani         |      | Attaquant | 2014 - Boucaniers de Toulon          |
| +007, | Vivien Capocci – A      |      | Attaquant | 2013 - Yétis du Mont-Blanc           |
| +008, | Julien Malo             |      | Attaquant | 2014 - Yétis du Mont-Blanc           |
| +010, | Luc Tardif Junior       |      | Attaquant | 2014 - Brûleurs de loups de Grenoble |
| +012, | Robin Garnier           |      | Attaquant | 2014 - Yétis du Mont-Blanc           |
| +017, | Pierre Bennett – A      |      | Attaquant | 2014 - Drakkars de Caen              |
| +020, | Morgan Pagni            |      | Attaquant | 2014 - Rattlers de Bradford          |
| +021, | Julien Rives            |      | Attaquant | 2012 - Boucaniers de Toulon          |
| +067, | Roman Novotný – C       |      | Attaquant | 2013 - Corsaires de Nantes           |
| +069, | Nikita Smirnov          |      | Attaquant | 2014 - Renards de Roanne             |
| +072, | Andreï Serï             |      | Attaquant | 2014 - Renards de Roanne             |
| +093, | Audrick Alga            |      | Attaquant | 2012 - Lynx de Valence               |
|       | Nicolas Casini          |      | Attaquant | 2014 - sans club                     |

## Tenues utilisées par l'équipe
| Tenue domicile | Tenue extérieur |

## Compétitions

### Championnat

#### Saison Régulière

##### Classement et statistiques

###### Classement
| Clt   | Équipe        | PJ | V  | D  | N | BP  | BC  | Diff | Pts |
| ----- | ------------- | -- | -- | -- | - | --- | --- | ---- | --- |
| +001, | Montpellier   | 16 | 15 | 0  | 1 | 155 | 40  | +115 | 31  |
| +002, | Marseille     | 16 | 13 | 2  | 1 | 133 | 40  | +93  | 27  |
| +003, | Orcières      | 16 | 12 | 4  | 0 | 107 | 71  | +36  | 24  |
| +004, | Toulon        | 16 | 11 | 5  | 0 | 100 | 39  | +61  | 22  |
| +005, | Chambéry 2    | 16 | 5  | 9  | 2 | 66  | 94  | -28  | 12  |
| +006, | Valence 2     | 16 | 4  | 10 | 2 | 62  | 113 | -51  | 10  |
| +007, | Val Vanoise 2 | 16 | 4  | 11 | 1 | 68  | 96  | -28  | 8   |
| +008, | Clermont 2    | 16 | 2  | 13 | 1 | 43  | 156 | -113 | 5   |
| +009, | Nice 2        | 16 | 2  | 14 | 0 | 48  | 133 | -85  | 4   |

- Qualifié pour le carré final
- Qualifié pour la phase finale

###### Statistiques de la poule
| Équipe         | MJ | Supériorité numérique | Supériorité numérique | Supériorité numérique | Supériorité numérique | Inferiorité numérique | Inferiorité numérique | Inferiorité numérique | Inferiorité numérique |
| Équipe         | MJ | BPSUP                 | TSN                   | %                     | BCSUP                 | BCINF                 | TIN                   | %                     | BPINF                 |
| -------------- | -- | --------------------- | --------------------- | --------------------- | --------------------- | --------------------- | --------------------- | --------------------- | --------------------- |
| Chambéry II    | 16 | 11                    | 160:21                | 12.1                  | 12                    | 22                    | 117:20                | 72.7                  | 5                     |
| Clermont II    | 16 | 13                    | 118:31                | 18.0                  | 8                     | 30                    | 110:53                | 64.9                  | 3                     |
| Marseille      | 16 | 16                    | 108:24                | 22.8                  | 3                     | 12                    | 145:18                | 85.8                  | 8                     |
| Montpellier    | 16 | 29                    | 92:59                 | 38.4                  | 2                     | 7                     | 129:48                | 90.3                  | 11                    |
| Nice II        | 16 | 11                    | 121:37                | 15.3                  | 4                     | 30                    | 142:48                | 70.4                  | 2                     |
| Orcières       | 16 | 22                    | 151:51                | 22.5                  | 6                     | 19                    | 151:47                | 80.0                  | 10                    |
| Toulon         | 16 | 25                    | 128:27                | 22.8                  | 2                     | 5                     | 134:07                | 93.1                  | 7                     |
| Valence II     | 16 | 24                    | 169:33                | 22.1                  | 10                    | 21                    | 182:53                | 81.3                  | 7                     |
| Val Vanoise II | 16 | 10                    | 152:00                | 11.6                  | 11                    | 15                    | 88:51                 | 74.8                  | 5                     |

## Statistiques

### Statistiques collectives
| Compétition      | Débute au tour | Termine         | Matches joués | Victoires | Nuls | Défaites | Buts pour | Buts contre | Différence |
| ---------------- | -------------- | --------------- | ------------- | --------- | ---- | -------- | --------- | ----------- | ---------- |
| Saison Régulière | -              | -               | 16            | 13        | 1    | 2        | 133       | 40          | +93        |
| Play-offs        | 1/8e de finale | Carré final     | 7             | 5         | 0    | 2        | 31        | 18          | +13        |
| Coupe de France  | Premier tour   | 1/16e de finale | 2             | 1         | 0    | 1        | 7         | 15          | -8         |
| Total            | -              | -               | 25            | 19        | 1    | 5        | 171       | 73          | +98        |

## Résumé de la saison
Pour leur troisième saison en Division 3, les Spartiates tombent sur une poule en deux blocs distincts, d'un côté les équipes réserves peu problématiques qui sont facilement battues. D'un autre côté, Toulon qui propose une équipe compétitive cette année, Orcières et Montpellier nouvel ogre de la poule. Les Vipers`qui descendent de Division 1 ont réussi à conserver une bonne partie de leur effectif. L'ouverture de la saison se fait sur un match nul 6-6 face aux Héraultais, preuve de l'importance de cette équipe. À la suite de cela tout se déroule sans accroc jusqu'au match retour face à ces mêmes Montpelliérains. Une défaite 4-1 difficile à encaisser. Le hasard du calendrier enverra une troisième fois en trois ans les Marseillais finir la phase de poule dans un périlleux déplacement à Orcières. Si par le passé l'équipe était parvenu à arracher le match nul, cette saison le match tournera à l'avantage des Alpins vainqueurs 4-0. Les Spartiates sont donc prévenus et finissent deuxième de la poule.
En huitième de finale les Marseillais affrontent une nouvelle fois la réserve des Ducs de Dijon, lesquels ont éliminé les Spartiates l'année passé. Pas de problème cette fois-ci avec une victoire d'un but à l'extérieur et un festival offensif à domicile face à une équipe amoindrie. Au tour suivant les Marseillais vont se déplacer en Alsace chez les Titans de Colmar. A l'aller les hommes de Luc Tardif s'inclinent par deux buts d'écart, lors du match retour le score est à la parité à l'approche des dix dernières minutes mais Tardif puis Garnier redonne deux buts d'avance aux Marseillais. Dans les deux dernières minutes Pierre Bennett va marquer et porter le score à 5-2 pour les locaux signifiant la qualification au carré final. Un tir de pénalité sifflé pour les Alsaciens dans les 30 dernières secondes ne changera rien. Et les Marseillais peuvent donc savourer la qualification au carré final après avoir échoué par deux fois.
Le carré final s'annonce périlleux à l'autre bout du pays puisque ce sont les Lions de Wasquehal qui accueillent l'évènement. Au programme les Gaulois de Châlons-en-Champagne, la réserve des Dragons de Rouen et les locaux.
Les Marseillais ouvrent le bal face à Châlons, le match est disputé mais finalement les Spartiates s'imposent grâce à un dernier tiers de folie. Le lendemain les hommes de Luc Tardif affrontent les jeunes rouennais vainqueurs également la veille. Par deux fois les Bleus et Blancs vont prendre l'avantage avec de voir les Dragons revenir au score. La victoire s'arrache dans les dernières minutes avec un but de Tardif qui crucifie son club formateur. Au troisième jour c'est une finale qui attend les Marseillais. Le vainqueur du match face à Wasquehal sera sacré champion de la division. Malheureusement pour les sudistes l'indiscipline fait son retour et c'est donc Wasquehal qui l'emporte. La deuxième place est acquis pour les Marseillais, l'équipe a réaliser son objectif et décroche la montée en Division 2.

## Bilan
Après une première partie de saison intéressante les Spartiates ont su confirmer les espoirs de leur public et obtiennent la montée. La défaite face à Wasquehal coûtant la première place peut tout de même laisser un goût amer aux hommes de Luc Tardif.